# سالیف سیسه (بازیکن فوتبال، زاده ۱۹۹۲)
سالیف سیسه (انگلیسی: Salif Cissé؛ زادهٔ ۱۲ ژوئیهٔ ۱۹۹۲) بازیکن فوتبال اهل فرانسه است.